# Ceiba (botanica)
Ceiba Mill., 1754 è un genere di piante della famiglia Malvaceae che comprende grandi alberi distribuiti nelle zone tropicali di America e Africa. Il rappresentante più conosciuto di questo genere è il kapok (Ceiba pentandra).

## Descrizione

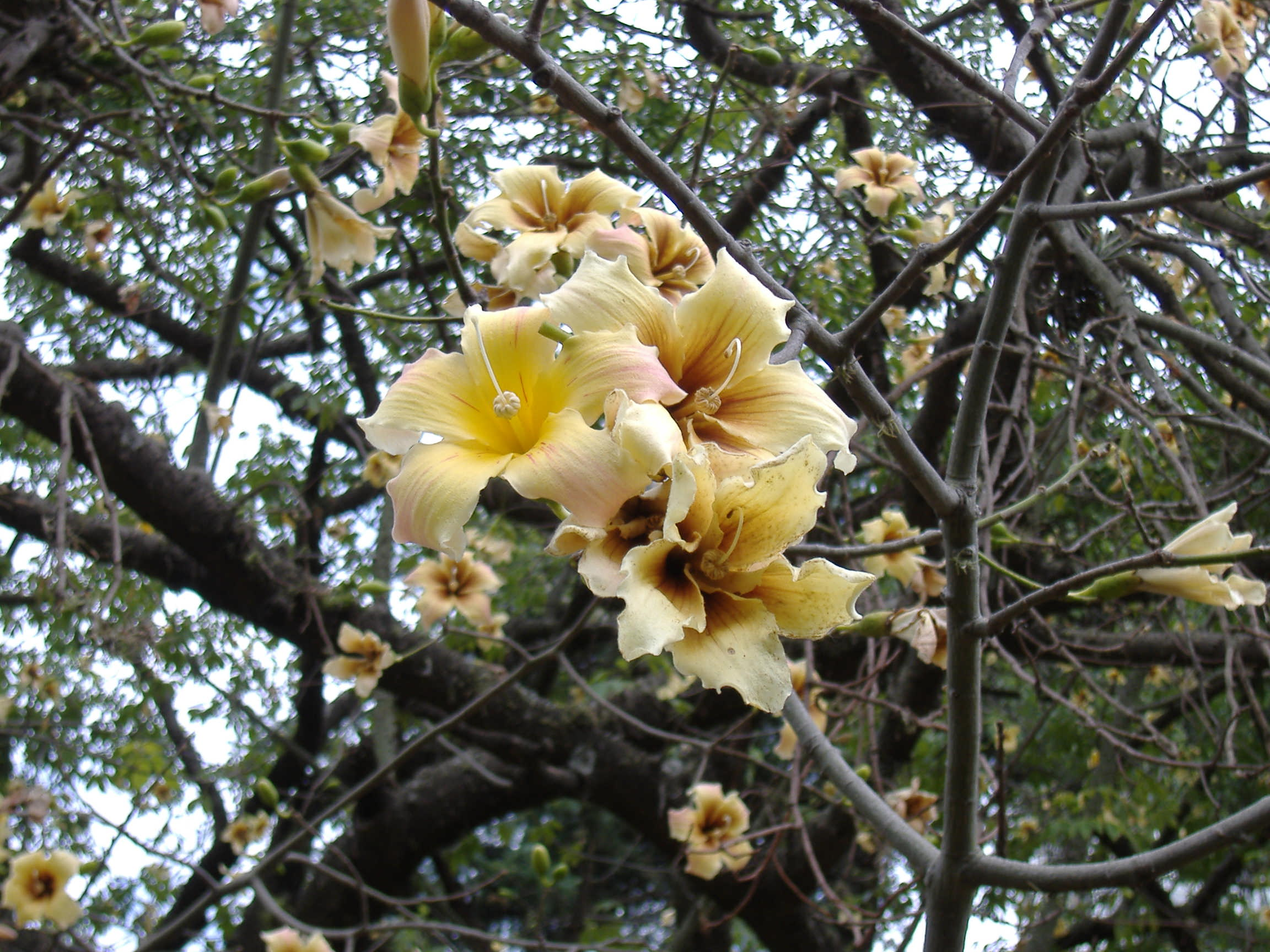
Infiorescenza di Ceiba chodatii.

Nel loro habitat molti di questi alberi raggiungono dimensioni ragguardevoli, a volte anche più di 70 metri. Il tronco è spesso dritto e privo di ramificazioni fino in cima, dove si sviluppa una grande chioma. Alla base del fusto sono presenti delle radici di sostegno larghe ed alte (a volte anche più di 2 metri).

## Distribuzione e habitat
Il genere Ceiba è diffuso in un areale che comprende Messico, America centrale, Sud America, Caraibi e Africa occidentale; il kapok cresce anche in India, nel Sud est Asiatico e in diverse isole del Pacifico, ma si ritiene che in questi territori sia stato introdotto dall'uomo.

## Tassonomia
Il Sistema Cronquist assegnava il genere Ceiba alla famiglia Bombacaceae. La classificazione filogenetica non riconosce questa famiglia e assegna il genere alle Malvaceae (sottofamiglia Bombacoideae).

Recenti studi hanno incorporato in questo genere anche il genere Chorisia, facendo così crescere il numero di specie ad una ventina:
- Ceiba acuminata (S.Watson) Rose
- Ceiba aesculifolia (Kunth) Britten & Baker f.
- Ceiba boliviana Britten & Baker f.
- Ceiba chodatii (Hassl.) Ravenna
- Ceiba crispiflora (Kunth) Ravenna
- Ceiba erianthos (Cav.) K.Schum.
- Ceiba glaziovii (Kuntze) K.Schum.
- Ceiba insignis (Kunth) P.E.Gibbs & Semir
- Ceiba jasminodora (A.St.-Hil.) K.Schum.
- Ceiba lupuna P.E.Gibbs & Semir
- Ceiba pentandra (L.) Gaertn.
- Ceiba pubiflora (A.St.-Hil.) K.Schum.
- Ceiba rubriflora Carv.-Sobr. & L.P.Queiroz
- Ceiba salmonea (Ulbr.) Bakh.
- Ceiba samauma (Mart.) K.Schum.
- Ceiba schottii Britten & Baker f.
- Ceiba soluta (Donn.Sm.) Ravenna
- Ceiba speciosa (A.St.-Hil., A.Juss. & Cambess.) Ravenna
- Ceiba trischistandra (A.Gray) Bakh.
- Ceiba ventricosa (Nees & Mart.) Ravenna

## Storia
Questi alberi facevano parte della mitologia delle civiltà precolombiane, in particolare dei Maya che dipingevano i loro alberi sacri come delle grandi Ceiba che con le loro radici e la loro chioma collegavano il cielo, la terra e lo Xibalba l'oltretomba.
In Honduras la città di La Ceiba ha preso il nome da uno di questi alberi che cresceva vicino ai vecchi moli.
Nel 1525 il conquistador spagnolo Hernán Cortés dopo aver conquistato l'impero Azteco, ordinò che l'imperatore Cuauhtémoc fosse impiccato proprio ad uno di questi alberi.
Nel 1898 l'esercito spagnolo a Cuba si arrese agli Stati Uniti sotto la chioma di un albero di Ceiba alle porte di Santiago di Cuba, quest'albero fu chiamato per questo albero della pace (Arbol de la paz).

## Usi

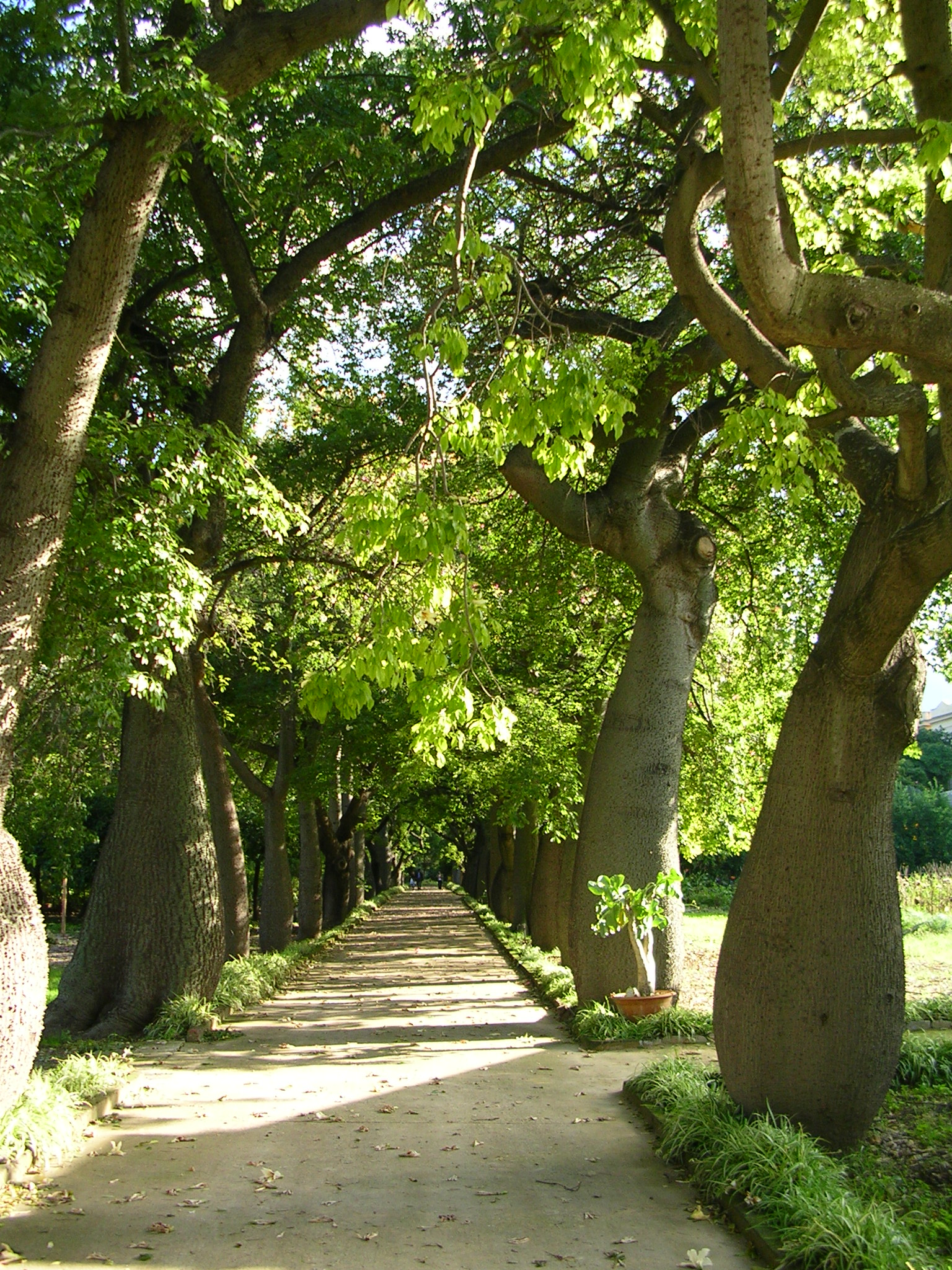
Esemplari di Ceiba speciosa delimitano il viale delle Corisie dell'Orto botanico di Palermo.

Le due specie Ceiba insignis e Ceiba speciosa (conosciute anche come Chorisia insignis e Chorisia speciosa o come alberi bottiglia) sono frequentemente coltivate come piante ornamentali in Italia dove il clima lo permette, e sono tra le specie più popolari dell'Orto botanico di Palermo.
C. pentandra, C.insignis e C.speciosa vengono incluse nell'infuso allucinogeno ayahuasca preparato dagli sciamani di popolazioni dell'Amazzonia e della cordigliera delle Ande.